# Giovanni Battista Marziali
Giovanni Battista Marziali (Alberoro, 29 aprile 1895 – Firenze, 23 ottobre 1948) è stato un avvocato, prefetto e militare italiano.
Svolse l'incarico di prefetto a Terni, Bolzano, Palermo, Napoli e Milano.

## Biografia

### L'adesione al fascismo
Giovanni Battista Marziali partì volontario per la prima guerra mondiale come tenente di fanteria rimanendo gravemente ferito nel 1917 a Castagnevizza del Carso durante la Decima battaglia dell'Isonzo e rimanendo invalido.
Ritornato alla vita civile si laureò a Siena in Giurisprudenza nel 1921 e nello stesso anno si sposò con la fiorentina Marta Jenna che era di religione ebraica.
Il 1º ottobre 1920 aderì al Fasci Italiani di Combattimento di Firenze prendendo parte a diverse azioni dello squadrismo in Toscana. Dopo la trasformazione dei Fasci in Partito Nazionale Fascista fu segretario cittadino a Firenze dal settembre al dicembre 1922, consigliere provinciale dal 1923 al 1926. Nel 1924 assunse la difesa delle vittime del tragico eccidio di Empoli.
Il 27 ottobre 1929 fu nominato console generale della Milizia Volontaria per la Sicurezza Nazionale grado corrispondente a quello di generale di brigata nell'esercito.

### Prefetto
Nel settembre 1927 fu scelto come prefetto di Terni, poi dal settembre 1928 di Bolzano fino al 1933 quando passò a Palermo e nel 1936 a Napoli. Pur in dissenso con le leggi razziali fasciste a partire dal 17 novembre 1938 Marziali ebbe l'obbligo di compilare l liste di cittadini di "razza" ebraica presenti in città e consegnarli ai tedeschi. Pertanto Marziali compose minuziosamente le liste recandosi a tutti gli incontri previsti, ma ai tedeschi non li consegnò mai. I documenti furono ritrovati poi nel 2008 nell'Archivio di Stato.

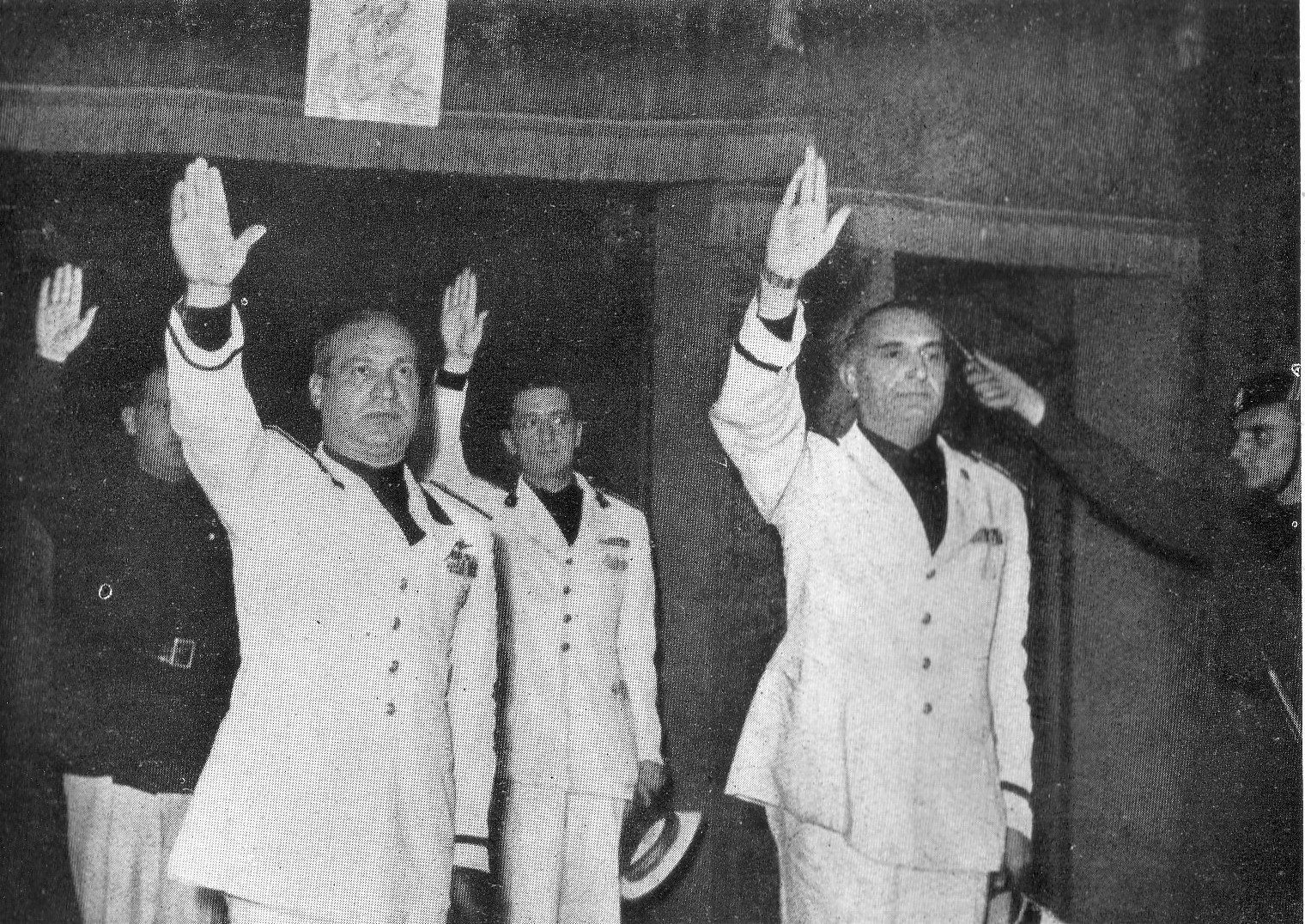
Milano, il prefetto Marziali insieme a Rino Parenti rende omaggio ai caduti della "Rivoluzione fascista"

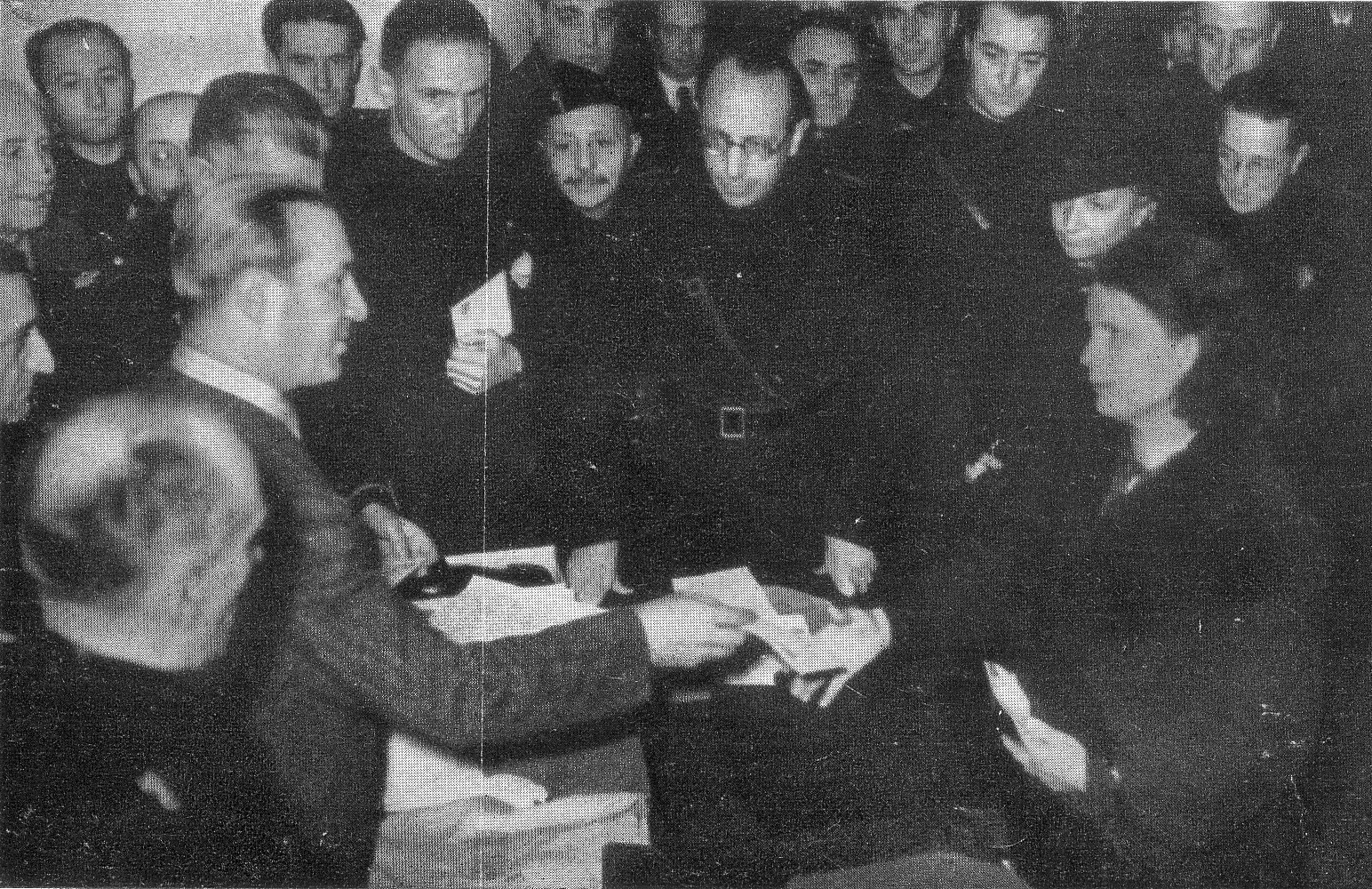
Milano, il prefetto Marziali distribuisce buoni allEnte Comunale Assistenza

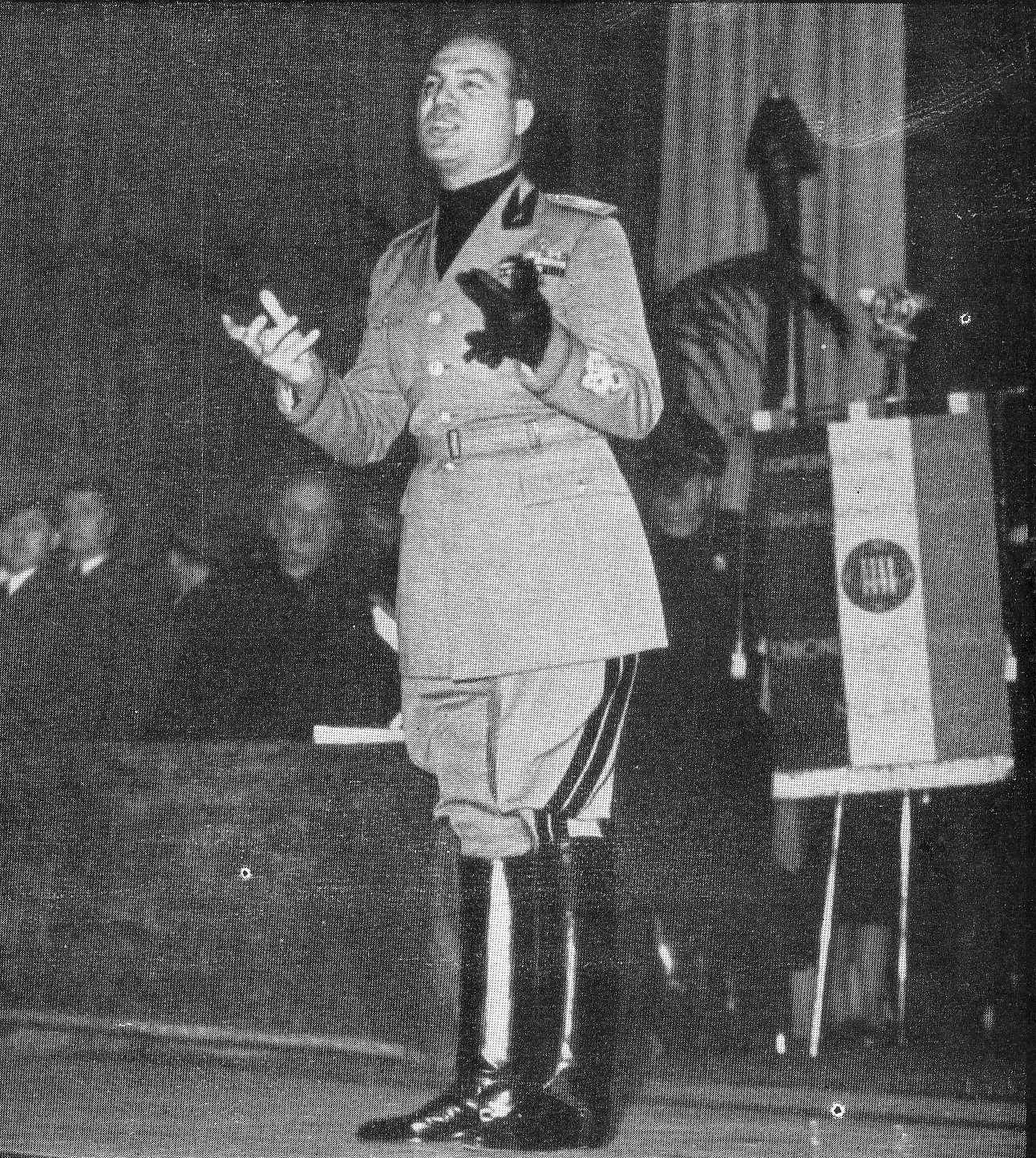
Giovanni Battista Marziali al Lirico in occasione del convegno "Artisti e professionisti"

Dal 22 agosto 1939 al 28 gennaio 1941 fu prefetto di Milano finché non fu sostituito dal nuovo prefetto Carlo Tiengo. Nell'ottobre del 1940 Mussolini pensò di nominarlo segretario del PNF, ma venne sconsigliato in questo proposito da Ciano, che disse «[Marziali] sarebbe un disastro peggio di Muti». Nell'agosto dl 1941 entrò a far parte della Commissione Italiana incaricata di gestire i territori francesi occupati fino all'agosto 1943.
Dopo l'armistizio dell'8 settembre 1943 fu collocato in riposo e così riprese l'attività di avvocato. La moglie di Marziali che si era rifugiata a Badia Fiesolana fu catturata e fucilata dai tedeschi mentre Marziali preso prigioniero dagli Alleati fu processato a Roma e riconosciuto innocente da qualunque crimine.
Nel dopoguerra guidò l'industria Nuovo Pignone finché morì stroncato d'infarto.

## Opere
- "I giovani di Mussolini", 1934